# Distretto di Montagnes
Il distretto di Montagnes è uno dei quattordici distretti della Costa d'Avorio. Ha per capoluogo la città di Man ed è suddiviso nelle tre regioni di Tonkpi, Guémon e Cavally.
La popolazione censita nel 2014 era pari a 2.371.920 abitanti.